# 한국의 길거리 음식
한국의 길거리 음식은 전통적으로 한국 대중문화의 일부로 여겨져 왔다. 길거리 음식은 많은 유형의 소매점을 통해 판매되었으며 시간이 지남에 따라 새로운 상점이 개발되었다. 최근 한국에서는 "도꺄비야시장"이라 불리는 한강공원 야시장에서 길거리 음식이 다시 유행하고 있다.
한국은 다양하고 맛있는 길거리 음식으로 유명하다. 길거리 음식은 한국의 먹거리 문화를 대표하는 중요한 부분이며, 거리마다 다양한 종류의 음식들을 즐길 수 있다. 다음은 한국의 대표적인 길거리 음식들을 소개한다.
1. 떡볶이: 떡볶이는 고추장으로 양념한 떡과 오뎅, 어묵 등이 함께 조리되는 음식이다. 매콤하고 쫄깃한 떡이 특징이며, 골목길이나 시장에서 가장 보편적으로 즐길 수 있는 길거리 음식이다.
2. 붕어빵: 붕어빵은 붕어 모양의 호두과자로, 속에는 단 팥이나 크림이 들어가 있다. 보통 겨울에 가장 많이 먹며, 한 손에 들어갈 정도로 소형으로 만들어져서 휴대하기 편리하다.
3. 꼬치구이: 꼬치구이는 고기, 해산물, 채소 등을 꼬치에 꽂아 구워먹는 음식이다. 대표적으로는 닭꼬치, 오징어꼬치, 양꼬치 등이 있으며, 다양한 소스로 맛을 낼 수 있다.
4. 호떡: 호떡은 달걀과 앙금으로 채워진 분식으로, 보통 거리 모퉁이나 시장에서 판매된다. 바삭한 겉면과 달콤한 앙금이 특징이며, 겨울철에 많이 즐겨먹는 음식이다.
5. 오뎅: 오뎅은 어묵으로 만든 음식으로, 주로 국물 속에서 즐겨먹는다. 다양한 종류의 오뎅이 있으며, 간장 또는 고추장을 곁들여 먹을 수 있다. 거리나 시장에서 따뜻한 오뎅 국물과 함께 오뎅을 파는 가게를 찾아볼 수 있다.
6. 김밥: 김밥은 밥과 다양한 재료를 김으로 감싸서 만든 음식이다.

보통 아저씨나 아줌마, 나이 많은 남녀가 운영하는 길거리 노점들은 점차 하나의 문화로 발전하게 되었다.

## 역사
한국에는 많은 종류의 전통 길거리 음식이 있다. 예를 들어 찹쌀떡, 베이킹소다와 설탕으로 만든 사탕인 달고나, 붕어빵이라 불리는 물고기 모양의 팥소빵, 군고구마, 붕어빵, 호떡 등이 있다.
조선시대 노점상은 시장을 중심으로 서민층의 경제활동 거점을 형성하기 시작했다. 길거리 음식의 영향은 청계천, 이태원, 종로 지역에서 나온다. 길거리 음식은 한국 음식 문화의 중요한 부분이 되었다.
한국전쟁 이후 길거리 음식 장사꾼들은 생활 수준이 낮은 사람들에게 저렴한 식사를 제공하였다. 조선 시장에 포장마차가 생기기 시작한 것은 1300년대다. 1960년대 이전 노점에서 파는 음식은 대부분 팥소를 넣은 찐빵과 야채나 고기를 채울 수 있는 호빵이었다.

## 현대에서의 발전
과거에는 호떡, 어묵꼬치, 붕어빵 등이 주된 길거리 음식이었다.  그래서 길거리 음식을 '움직이는 식당'이라고 부르기도 한다.
첫째, 노점상들이 이 문제를 해결하려고 노력했지만 길거리 음식의 위생에 대한 우려가 있다. 둘째, 노점상은 일반적으로 세금을 내지 않는다. 정부가 재정 지원을 약속한 후에 노량진 지역 등의 상인들은 세금을 내겠다고 약속하기도 했다.
한국의 길거리 음식은 중국의 탕후루, 튀르키예의 케밥과 아이스크림, 칠레의 추로스 등과 같은 다른 지역 또는 국가 음식이 길거리에서 팔리기도 하며, 대개 2~3분 안에 나온다. 길거리 음식은 맛있을 뿐만 아니라 시각적으로도 매력적이며, 예를 들어 철판에 재료를 굽는 상인의 손을 지켜보는 것과 같이 준비하는 것 자체가 엔터테인먼트가 될 수 있다.
또한 큐브스테이크 같은 고급 길거리 메뉴의 등장으로 길거리 음식의 명품 시대가 열렸다.

## 길거리 음식의 형태
- 푸드트럭 :  오늘날 한국에서 푸드트럭은 공원과 문화 예술 공간에서 만연한 길거리 음식 노점의 인기 있는 형태이다.[7]

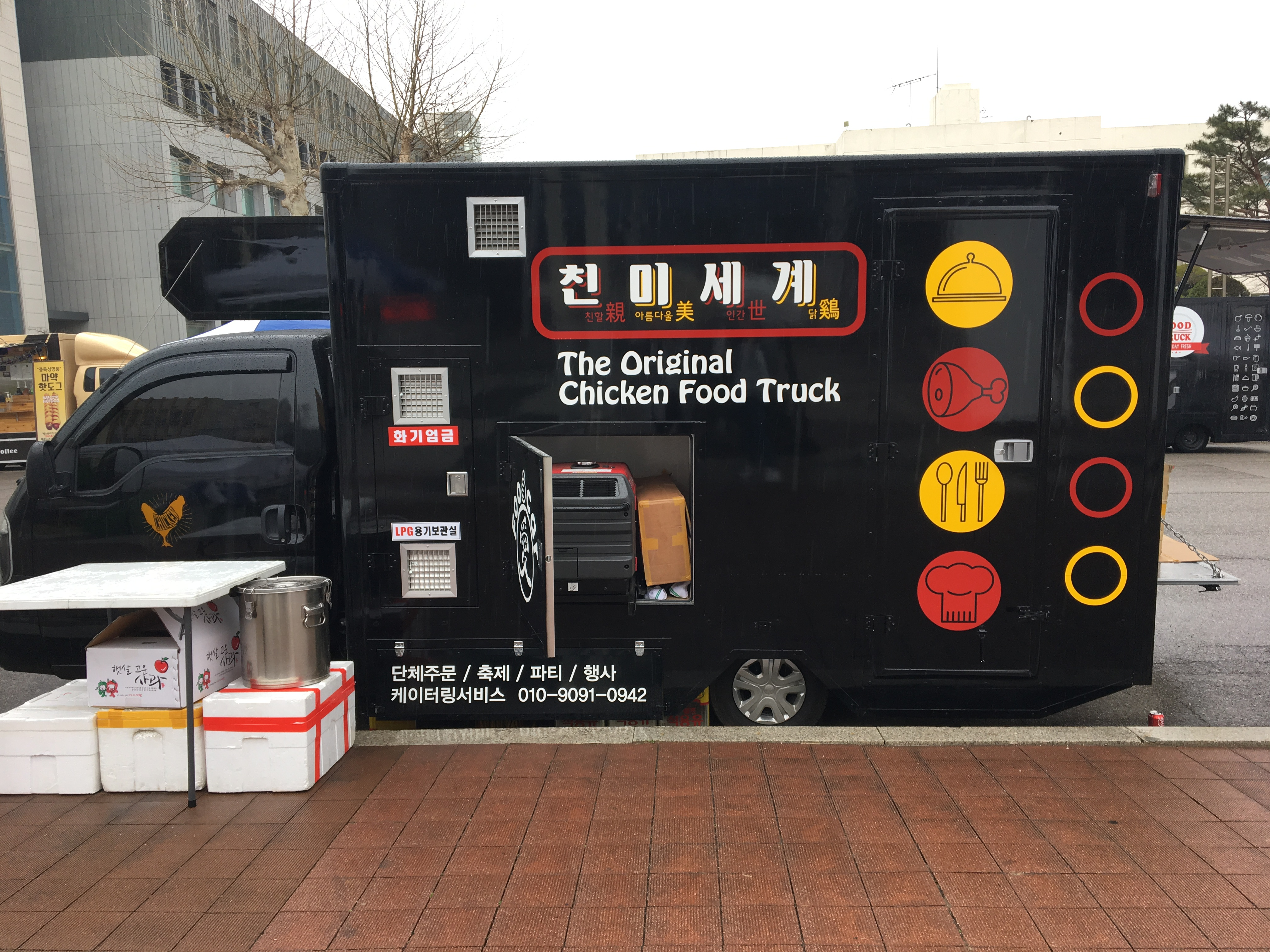
한국의 길거리 음식

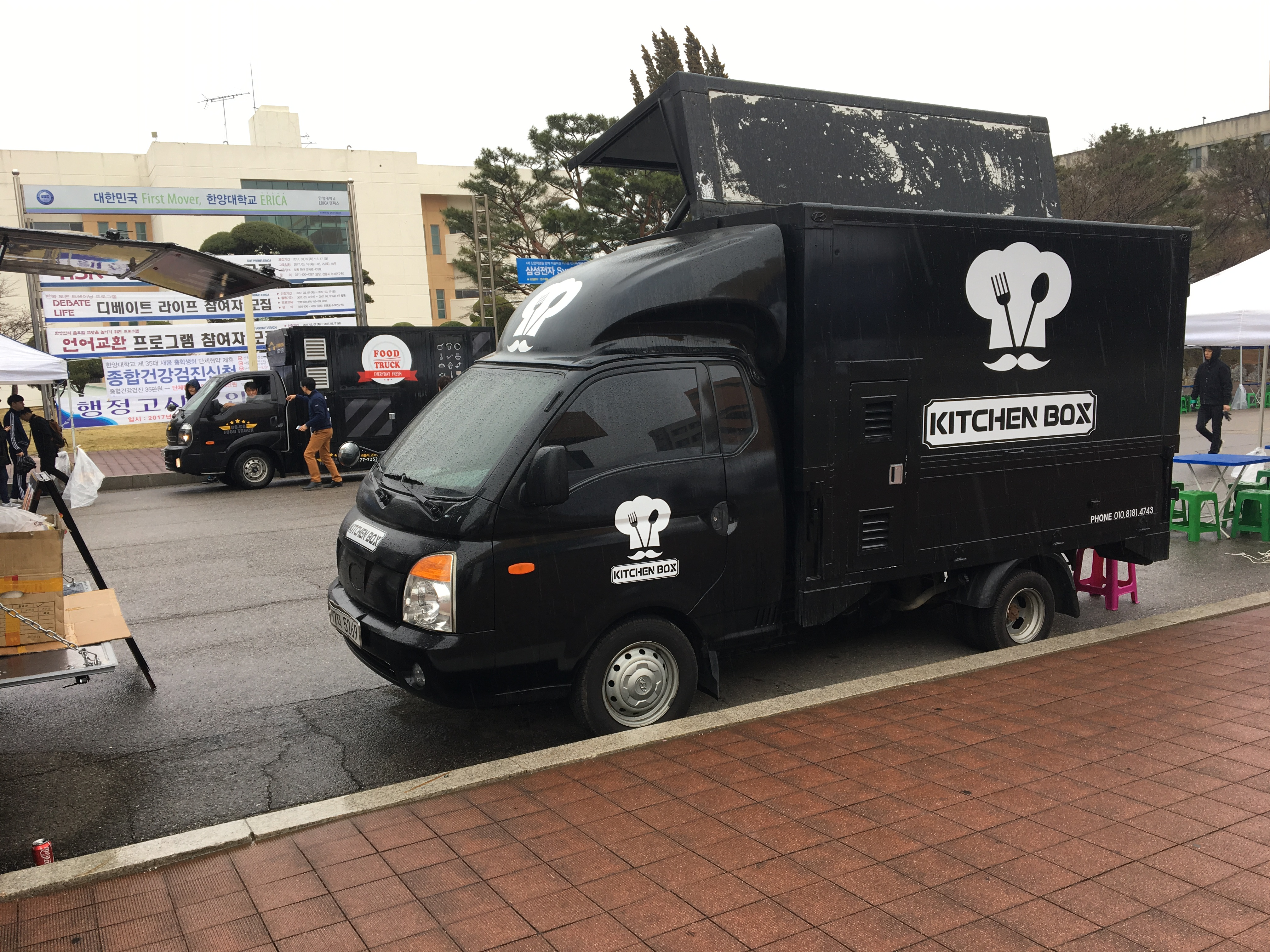
한국의 푸드트럭

- 푸드 바이크: 음식이 자전거에서 판매되기 때문에 푸드 바이크라고 한다. 페달 추진식 또는 세발자전거인 경우 전동식 자전거를 이용하기도 한다.
- 포장마차: 포장마차는 호떡, 김밥, 떡볶이, 순대, 닭꼬치, 오뎅, 만두나 그 외 술과 함께 먹을 수 있는 안주를 주로 판다. 저녁에는 소주와 같은 주류도 판매하는 곳이 많다.[8]

최근 많은 업체들이 허가 없이 영업하기 때문에 시설이 비위생적이고 불법적이라고 주장하는 사람들로 인해 서울의 포장마차 수가 감소하기도 했다.

## 인기 있는 길거리 음식 명소
일부 지역에서는 길거리 음식 전용 골목이나 거리가 형성되기도 하였다.
부산:  돼지고기와 김치가 들어간 퓨전 주먹밥, 베트남식 튀김 만두, 인도네시아식 볶음면인 미고랭 등을 맛볼 수 있다.
명동: 명동은 길거리 음식으로 매우 유명하다. 명동을 찾는 대부분의 외국인 관광객들은 포장마차에서 식사를 한다. 명동에는 200개의 노점이 있는데 그 중 절반이 포장마차다.
홍대: 젊음의 메카라고도 불리는 홍대에는 젊은이들과 관광객들의 마음을 사로잡는 길거리 음식이 많다. 떡볶이, 닭강정, 호떡, 어묵, 붕어빵, 떡꼬치 등 한국의 길거리 음식들이 있다.
노량진: 노량진 노점상들이 많이 모이는 노량진(지하철 1호선) 1번 출구 주변에 노량진의 길거리 음식 골목이 형성되어 있다. 점심시간이 되면 이곳은 학생들로 붐빈다.
전주: 전주한옥마을에는 한국적 특색이 깃든 길거리 음식이 매우 많아서 인기가 좋다. 한국의 전통음식인 비빔밥으로 만든 고로케나 빵, 만두 등이 있으며, 전북의 식자재로 만든 향토음식이 전주거리에 여럿 있다.
광장시장: 한국 전역에서 지속적으로 운영되는 가장 오래된 시장 중 하나인 이곳은 한 곳에서 한국의 전통 문화를 흡수하고 맛있는 음식을 맛볼 수 있는 좋은 장소이다. 광장시장의 유명한 먹을거리로는 김밥이나 녹두, 다양한 야채 및 고기로 만든 전과 쌀로 만든 막걸리가 있다. 일부 식품 시장은 긴 밤을 보낸 사람들을 위해 늦게까지 열려 있지만 더 일반적인 시장은 일반적으로 오후 6시 또는 오후 11시에 문을 닫는 경향이 있다.
남대문시장: 남대문시장은 1400년대에 탄생했으며 10,000개 이상의 다양한 포장마차가 있는 가장 큰 시장이며, 동시에 서울에서 가장 오래된 시장으로 여겨진다. 음식 외에도 보석, 여행가방, 문방구, 등산용품, 카메라 부품, 전통 수공예품 등 원하는 것을 저렴한 가격에 찾을 수 있다.
서울 밤도깨비 야시장 - 서울 밤도깨비 야시장은 서로 다른 음식과 아이템이 서로 부딪히며 혁신적인 문화를 함께 만들어내는 보다 국제적이거나 복합적인 문화 공간으로 알려져 있다. 밤에는 시장에서 음식을 팔며 축제가 열린다.

## 예시
| 붕어빵      |  | 달콤한 팥이 들어있는 붕어빵은 전형적인 길거리 간식이다. 1930년대 일본에서 타이야키가 들어오며 붕어빵이 된 것으로 알려져 있다. 일본어로 "타이"는 도미를 의미하고 "야키"는 구운 것을 의미한다. 더 비싼 일본 음식을 모방한 저렴한 길거리 간식이라고 할 수 있다. 일제 강점기 이후인 1950~60년대 가장 흔한 길거리 음식이었다. 1990년대 이후 다시 등장했다.                                                      |
| 어묵        |  | 어묵은 생선살과 밀가루를 섞은 것이다. 간장으로 맛을 낸 매운 소스는 많은 사람들에게 중독성이 있다. 어묵도 일본의 대표적인 음식으로, 오뎅이라고 불렀다. 일본식 오뎅은 삶은 두부, 어묵, 곤약, 삶은 계란 등을 꼬치에 꽂은 것이다. 어묵탕이 한국에 들어온 것은 1876년 개화 이후이다. 부산항을 통해 한국에 들어와 한국의 대중적인 길거리 음식이 되었다. 어묵 역사의 본고장 부산은 어묵이 국내 최고라고 자부한다. |
| 호떡        |  | 호떡은 한국의 전통 길거리 음식이다. 겨울에 많이 먹는 음식이다. 보통 호떡은 반죽에 계피맛 원당을 넣어 만든다. 요즘에는 땅콩과 같은 견과류나 씨앗을 넣은 호떡이나, 녹차 가루와 옥수수 가루를 넣어 여러 색색을 낸 호떡도 있다. |
| 호빵과 찐빵 |  | 찐빵은 보통 미국산 밀가루와 팥으로 만든다. 호빵은 찐빵과 비슷한 빵을 쓰지만 속에 야채, 고기, 단호박, 카레, 피자 등의 재료가 지속적으로 새로운 메뉴가 개발되고 있다. 길거리와 편의점에서 모두 볼 수 있다. |
| 떡볶이      |  | 떡볶이는 한국의 전통 음식이다. 1460년 조선 세조 때 편찬한 "식료찬요"(食療纂要)에 고추장 떡볶이는 아니지만 그와 비슷한 음식이 나온다. 이를 현대에는 보통 궁중떡볶이로 구분하여 부른다. 1800년대 요리책 "시의전서"(是議全書)에는 “소 등심, 간장, 양파, 떡 등을 넣은 흰떡을 먹었다”라는 기록이 있다. 1960년대 후반 고추장 소스를 베이스로 한 떡볶이가 다시 등장했다.                                          |
| 계란빵      |  | 계란빵 (달걀빵)은 한국 전역에서 판매되는 따뜻한 길거리 간식이다. 폭신폭신한 직사각형 모양의 빵 반죽 안에 계란이 통째로 들어가 있어 달콤하고 고소하다. |
| 닭꼬치      |  | 닭꼬치는 작은 닭고기 조각과 쪽파 같은 채소를 꼬치에 끼워 구운 한국의 인기 있는 길거리 음식이다. |
| 갈비        |  | 간장, 마늘, 설탕, 참깨를 섞어 양념한 고기에 재워 먹는 인기 메뉴이다. 꼬치는 그릴에서 요리할 수 있고, 먹고 난 뒤 쉽게 버릴 수 있기 때문에 일반적으로 꼬치에 꽂아서 내놓는다. |
| 순대        |  | 순대는 돼지 창자를 섞고 당면, 야채, 고기로 채운 선지 소시지의 일종이다. 일반적으로 돼지의 폐와 간을 한입 크기로 잘라서 같이 먹는다. |
| 군밤        |  | 군밤은 길거리 음식으로 겨울철 가장 인기 있는 간식 중 하나로 손꼽힌다. 화로에 구워 구수하고 고소한 맛이 난다. |
| 달고나      |  | 설탕에 베이킹소다를 넣고 녺여 만든 한국의 대표 설탕과자이다. 최근 오징어게임으로 인해 외국에서도 많은 주목을 받고 있다. |

## 같이 보기
- 길거리 음식